# Spodnji Log, Kočevje
Spodnji Log (kočevarsko Unterlag) je naselje v občini Kočevje. 
Vas leži na robu manjše doline. Večina hiš je razporejena na straneh razširjene ceste. Pred drugo svetovno vojno je bilo prebivalcev skoraj 200, sedaj je v naselju samo desetina tedanjega števila ljudi. Posamezniki se ukvarjajo z živinorejo. V vasi je bilo župnišče, ki je bilo zadnja desetletja zapuščeno. Porušili so ga dokončno, ko so asfaltirali cesto v vas in skozi jedro naselja. Cerkev stoji na manjši gomili na robu naselja. Postavljena je znotraj obzidanega pokopališča, posvečena je sv. Petru in Pavlu. Dominira čokat zvonik. V notranjosti je ohranjena lesena oprema: trije oltarji in prižnica. Orgel ni več. Na slavoloku ima cerkev nemški napis »Bitte fur Uns«.